# Mesogobius nonultimus
Mesogobius nonultimus és una espècie de peix de la família dels gòbids i de l'ordre dels perciformes.

## Hàbitat
És un peix de clima temperat i demersal que viu fins als 25 m de fondària.

## Distribució geogràfica
Es troba a la mar Càspia.

## Observacions
És inofensiu per als humans.